# ラジオどっとあい
『ラジオどっとあい』は、文化放送のブロードバンドコンテンツ配信サイトBBQRで1999年7月に配信開始され、超!A&G+で配信されていたインターネットラジオ番組である。かつてはAG-ON Premiumでも配信されていた。（2025年4月2日からニコニコ生放送、ニコニコ動画にて配信がスタートした事実上の後継番組「ラジオレイライン」についても触れる。）

## 概要

### パーソナリティ
基本的に3か月13回（まれに12回・14回）で終了し、新しいパーソナリティでの番組が始まる。例外的に、6代目のめぇめぇもぉと10代目の植田佳奈は半年間である。「ラジオどっとあい」での配信終了後に別時間枠でレギュラー化（タイトルは改題されるが、一部コーナーは継続）するケースもある。
パーソナリティは女性声優で、ほとんどの場合、新人かごくキャリアの浅い声優である。ただし10代でのパーソナリティ就任は少なく、20代前半が圧倒的に多い。原則としてソロパーソナリティだが、初期の2000年4月–2001年3月（4代目やまとなでしこ・5代目飯倉朋子と嘉茂真理子・6代目めぇめぇもぉ）は複数人だった。しばしば公式に「新人声優の登竜門的番組」「ひとりしゃべりの登竜門」と言われる。

### タイトル
放送枠全体のタイトル『ラジオどっとあい』と、パーソナリティの名を含む、代ごとに変わるタイトルが併用される。パーソナリティごとのタイトルは、一部（4代目やまとなでしこ、6代目 めぇめぇもぉ、18代目こやまきみこ、42代目寿美菜子、51代目内田真礼、52代目西口杏里沙、57代目田辺留依、67代目高田憂希、78代目島袋美由利）を除き『[パーソナリティ名]の××××』の形である。省略する場合はしばしば『××××』部分のみになる。
番組内でのタイトルコールは、2つのタイトルをつなげた『ラジオどっとあい ○○○○○○○○』である。
BBQRの配信ページでのタイトルは『インターネットラジオどっとあい』だった（パーソナリティごとのタイトルは使われていなかった）。一方、超!A&G+の現在の番組表では『ラジオどっとあい』である。
公式ブログのトップ画像では、パーソナリティごとのタイトルがメインで、『ラジオどっとあい』（または『ラジオどっとあい ○○○○○○○○』など）が小さく添えられている。ただし2010年1月（41代目田村睦心）から2011年9月（47代目日高里菜）までと2013年1月から3月まで（53代目駒形友梨）は、『インターネットラジオ どっとあい』（または『INTERNET RADIO どっとあい』『Internet Radio どっとあい』）になっていた。また、必ずしも『インターネットラジオ どっとあい ○○○○○○○○』などと続けて読めるレイアウトにはなっていない。

### スタッフ
2004年から2005年のスタッフは2人。
2008年1〜3月のスタッフは、奈良・内田浩之（通称「内P」）・久保の3人。奈良は2009年6月を最後にA&G自体から異動。
2009年7 - 10月のスタッフは、井口洋介（通称「井口店長」）ら3人。

### 公式ブログ
2004年7月9日（19代目伊月ゆい第2回直前）から、2020年4月（82代目川井田夏海）まで各番組の公式ブログが設置され、番組公式サイトとして扱われた。
パーソナリティ交替ごとに新しいURLでブログが開設し、古いブログは更新終了状態で保存されるか、あるいは消滅している。2005年12月（24代目志村由美）までは、外部のブログサービスであるOCNの「ブログ人 (Blogzine)」が使われ、番組終了後も保存されている。2006年1月（25代目平野綾）から、文化放送のサーバに作られ、現在は消滅しているが、2009年7月（39代目大亀あすか）から再び、保存されるようになった。
ブログ開設前は、2001年3月の6代目めぇめぇもぉ最終回まで http://www.joqr.co.jp/dot-i/html/int-i.html が共通の番組公式ページだったが、同年4月の7代目中原麻衣開始より http://www.joqr.co.jp/dot-i/ にURLが変更された。。2004年6月の18代目こやまきみこの最終回をもって更新停止。2008年ごろ消滅。(当該URLのインタネット・アーカイブより)
前述の通り2020年4月（82代目川井田夏海）を最後にブログでの更新が終了し、番組公式Twitterが開設された。

### 新型コロナウイルス感染症に関する措置
2020年4月よりCOVID-19感染拡大防止のため、断続的に放送中断を伴う変則措置が採られている。
- 82代目川井田夏海
  - 緊急事態宣言発令に伴い、2020年4月17日配信分の第3回より同年5月29日配信分の第6回までが隔週更新に変更された[9]。同年夏改編後の7月17日に番組が終了したため、次週の7月24日から9月25日まで同枠では過去の配信分のリピート配信枠に変更されていた。

- 84代目菅野真衣～89代目希水しお
  - 緊急事態宣言発令に伴い、84代目菅野真衣の配信分のうち2021年1月15日配信分の第3回より同年2月26日配信分の第6回までが隔週更新に変更された[10]。同年春改編後の4月23日に番組が終了し、その後は89代目希水しおまで改編と1ヶ月遅れでパーソナリティが交代する形となっていた。89代目希水しおの配信が終了した翌2022年7月22日を以て本番組の配信枠は一旦廃止となり、当該配信枠は同年秋改編を控えた9月末まで別番組のリピート配信枠に変更されていた。

### 番組の終了
2025年3月31日で超!A&G+のサービス終了により、番組も2025年3月30日をもって終了。28年の歴史に幕を閉じた。

## ラジオレイライン
2025年4月2日からニコニコ生放送のみの配信に移行した、「鷲崎健のヨルナイト×ヨルナイト」内（無料公開部分）のフロート番組として「ラジオレイライン」がスタートした。パーソナリティは3ヵ月交代制となり、事実上の当番組の後継となる。また有料になるがニコニコ動画の鷲崎健のヨナ×ヨナチャンネルにてアーカイブ配信される。

## 配信・放送時間

### 超!A&G+
2007年9月3日の超!A&G+開局に伴い、31代目藤村歩（2007年7月〜9月）の途中から配信開始。番組枠は30分（正味29分）で反省会なし。
- 2007年09月06日 - 2008年03月27日 : 木曜日 20:00 - 20:30（リピート: 金曜日 10:00 - 10:30）
- 2008年04月03日 - 2009年04月02日 : 木曜日 21:30 - 22:00（リピート: 金曜日 11:30 - 12:00）
- 2009年04月08日 - 2009年09月30日 : 水曜日 23:00 - 23:30（リピート: 木曜日 11:00 - 11:30）
- 2009年10月08日 - 2010年04月01日 : 木曜日 23:00 - 23:30（リピート: 金曜日 11:00 - 11:30）[注 1]
- 2010年04月08日 - 2010年09月30日 : 木曜日 0:00 - 0:30（リピート: 木曜日 12:00 - 12:30）[注 2]
- 2010年10月11日 - 2011年04月04日 : 月曜日 0:00 - 0:30（リピート: 土曜日 10:30 - 11:00）[注 3]
- 2011年04月10日 - 2011年10月02日 : 日曜日 1:30 - 2:00（リピート: 翌週土曜日 10:30 - 11:00）[注 4][注 5]
- 2011年10月06日 - 2012年09月27日 : 木曜日 18:00 - 18:30（リピート: 金曜日 3:30 - 4:00（木曜日深夜））
- 2012年10月04日 - 2013年06月27日 : 木曜日 18:30 - 19:00（リピート: 金曜日 3:30 - 4:00 (木曜日深夜）、朝7:30 - 8:00）[注 6]
- 2013年07月07日 - 2015年04月04日 : 日曜日 3:30 - 早朝4:00（土曜日深夜）（リピート：なし）[注 7]
- 2015年04月11日 - 2016年04月02日：日曜日 3:00 - 3:30（土曜日深夜）（リピート：日曜日 7:30 - 8:00）
- 2016年04月11日 - 2020年03月29日：日曜日 3:00 - 3:30（土曜日深夜）（リピート：なし）
- 2020年04月05日 - 2022年03月27日：日曜日 2:30 - 3:00（土曜日深夜）（リピート：なし）
- 2022年04月03日 - 2022年07月24日、2022年10月02日 - 2023年04月02日、：日曜日 2:00 - 2:30（土曜日深夜）（リピート：なし）
- 2023年04月10日 - 2023年06月26日：月曜日 19:30 - 20:00（リピート：なし）
- 2023年07月09日 - 2024年03月31日：日曜日 2:00 - 2:30（土曜日深夜）（リピート：なし）
- 2024年04月07日 - 2025年03月30日：日曜日 2:30 - 3:00（土曜日深夜）（リピート：なし）

### AG-ON Premium
AG-ONから移行。70代目七瀬彩夏(2017年4月7日)から配信開始。
- 2017年04月07日 - 2023年06月30日 : 毎週金曜日正午頃更新
- 2023年07月15日 - 2024年03月30日 ：毎週土曜日正午頃更新

### AG-ON
BBQRから移行。54代目青木瑠璃子（2013年4月5日）から69代目藤田茜（2017年3月31日）まで。無料で視聴可能。再生時間29分ごろから反省会。
- 2013年4月5日 - 2017年3月31日 : 毎週金曜日正午頃更新

### BBQR
文化放送公式サイト内におけるインターネットラジオ配信ページの名称。
2002年まではWEB JOQRという名称であり、以後BBQRに改称。
53代目駒形友梨（2013年3月26日）まで放送。2013年4月からはAG-ONに移行。
バックナンバーはなし。
- 1999年07月00日 - 2000年03月00日 : 毎週更新（曜日未詳）
- 2000年04月10日 - 2000年07月03日 : 毎週月曜日更新
- 2000年07月14日 - 2002年12月27日 : 毎週金曜日更新
- 2003年01月07日 - 2003年03月25日 : 毎週火曜日更新
- 2003年04月04日 - 2004年12月24日 : 毎週金曜日更新
- 2005年01月06日 - 2005年03月31日 : 毎週木曜日更新
- 2005年04月08日 - 2006年12月29日 : 毎週金曜日更新
- 2007年01月01日 - 2007年06月25日 : 毎週月曜日更新
- 2007年07月06日 - 2010年10月01日 : 毎週金曜日更新[* 1]
- 2010年10月05日 - 2013年03月26日 : 毎週火曜日更新[14]

1. ↑  2009年1月5日のみ月曜更新（毎週金曜日なら1月2日分）

### HiBiKi Radio Station
- 2011年10月25日 - 2012年10月30日 : 火曜日[15]

### AM局
ナイターオフ期間限定でNRNのラインネット番組の一つとして設定されている。2020年度はネット局が無かったが、2021年度は復活した。
熊本放送（RKK）
2016年9月28日 - 2017年3月29日、2018年10月3日 - 2019年9月25日：水曜日 21:00 - 21:30
67代目高田憂希・68代目夏川椎菜・69代目藤田茜・76代目市ノ瀬加那・77代目鈴代紗弓・78代目島袋美由利・79代目河野ひより
2019年10月1日 - ：火曜日 20:30 - 21:30
79代目河野ひより・80代目村井美里
山形放送（YBC）
2019年10月6日 - ：日曜日 23:00 - 23:30
80代目村井美里

北日本放送（KNB）
2012年10月7日 - 2013年3月31日、2013年10月6日 - 2014年3月30日、2014年10月5日 - 2015年3月29日、2015年10月4日 - 2016年3月27日、2016年10月2日 - 2017年4月2日: 日曜日 21:00 - 21:30
52代目西口杏里沙・53代目駒形友梨・56代目加隈亜衣・57代目田辺留依・60代目大西沙織・61代目山崎はるか・64代目麻倉もも・65代目本渡楓・67代目高田憂希・68代目夏川椎菜・69代目藤田茜
2021年9月29日 - 2022年3月23日、2022年10月05日 - 2022年3月22日: 水曜日 18:15 - 18:45
86代目佳原萌枝・87代目伊達さゆり・88代目若山詩音・90代目水野朔・91代目菊池紗矢香

福井放送（FBC）
2015年10月3日 - 2016年3月26日 : 土曜日 21:00 - 21:30
64代目麻倉もも・65代目本渡楓
茨城放送 (IBS)
2010年10月9日 - 2011年4月2日、2011年10月8日 - 2012年3月31日、2012年10月6日 - 2013年3月30日 : 土曜日 22:00 - 22:30
44代目小見川千明・45代目佐倉綾音・48代目荒川美穂・49代目石原夏織・52代目西口杏里沙・53代目駒形友梨
2013年10月1日 - 2014年3月25日、2014年9月30日 - 2015年3月24日 : 火曜日 20:00 - 20:30
56代目加隈亜衣・57代目田辺留依・60代目大西沙織・61代目山崎はるか
ラジオ福島 (RFC)
2001年10月00日 - 2002年03月00日 : 日曜日 21:30 - 22:00
9代目野中藍・10代目植田佳奈（6ヶ月）前半
2013年10月06日 - 2014年03月30日 : 日曜日 21:00 - 21:30
56代目加隈亜衣・57代目田辺留依
山梨放送 (YBS)
2010年10月10日 - 2011年04月03日 : 日曜日 21:00 - 21:30
44代目小見川千明・45代目佐倉綾音
2011年10月06日 - 2012年03月29日 : 木曜日 21:00 - 21:30
48代目荒川美穂・49代目石原夏織
山陰放送 (BSS)
2010年10月10日 - 2011年4月03日 : 日曜日 21:00 - 21:30
44代目小見川千明・45代目佐倉綾音
山陽放送 (RSK)
2001年10月00日 - 2002年03月00日 : 日曜日 21:30 - 22:00
9代目野中藍・10代目植田佳奈（6ヶ月）前半
2010年10月10日 - 2011年4月03日 : 日曜日 21:00 - 21:30
44代目小見川千明・45代目佐倉綾音
四国放送 (JRT)
2001年10月00日 - 2002年03月00日 : 日曜日 21:30 - 22:00
9代目野中藍・10代目植田佳奈（6ヶ月）前半
1. 1 2  最終回の前の回・最終回のみ放送
2. 1 2 3  最終回を除く
3. ↑  最終回のみ放送
4. ↑  第9回から
5. ↑  第8回まで
6. ↑  第2回から、ただし第3回から第5回は特番放送のため休止
7. ↑  最終回の前の回・最終回を除く
8. ↑  2011年3月12日、3月19日は放送休止
9. 1 2 3  2011年3月13日は3月6日分の再放送

### その他の局
Gate01
有線ブロードネットワークス（現 USEN）による光回線個人契約者向けサービス。
おそらく2002年1月（10代目植田佳奈）からで（2001年10月にはなく2002年1月にはある）、終了時期は不明。
超!アニメロ
ニコニコ動画内のニコニコアニメチャンネル。
2008年04月11日 - 2009年04月10日 : 金曜日 19:00更新
34代目阿澄佳奈・35代目加藤英美里・36代目早見沙織・37代目水原薫

### 番組時間
2014年4月にAG-ONに移行してからの配信時間は30分余。ただし29分からは「反省会」で、本編は30分番組（正味29分）のフォーマットで作られている。超!A&G+では反省会のない29分版が、地上波ネット局ではさらに一部をカットされてかわりにフィラー音楽が挿入されたものが放送されている。
超!A&G+での放送が始まるまで（2007年8月まで）は、本編の長さは一定ではなかった。

## 歴代番組
| 代     | タイトル                                                                                                 | 開始年 | 開始日   | 終了日   | 曜  | 回     | ブログ | 反省会     | 特記事項 |  |
| ------ | --- | ------ | -------- | -------- | --- | ------ | ------ | ---------- | --- |  |
| 初代   | 山本麻里安の天使を見たよっ!                                                                              | 1999年 | 07月00日 |          |     | 約13   |        |            | |  |
| 2代目  | 渡邉由紀のまんま見〜や                                                                                   | 1999年 | 10月00日 |          |     | 約13   |        |            | |  |
| 3代目  | 小林晃子のいっぱいいっぱいミレニアム                                                                     | 2000年 | 01月00日 |          |     | 約13   |        |            | |  |
| 4代目  | 脱!やまとなでしこ宣言                                                                                    | 2000年 | 04月10日 | 07月03日 | 月  | 13     |        |            | 田村ゆかり、堀江由衣。 |  |
| 5代目  | 朋子★真理子の青春っていいかも☆                                                                           | 2000年 | 07月14日 | 10月06日 | 金  | 13     |        |            | 飯倉朋子、嘉茂真理子。 |  |
| 6代目  | めぇめぇもぉdaエイエイオー!                                                                              | 2000年 | 10月13日 | 03月30日 | 金  | 26(25) |        |            | 坂本美里、清水愛、新谷良子。 初回は地上波（山陽放送・四国放送）でのみ放送、ネット配信は第2回から。 |  |
| 7代目  | 中原麻衣の宇宙にいるよ。                                                                                 | 2001年 | 04月06日 | 06月29日 | 金  | 13     |        |            | |  |
| 8代目  | 金田朋子のミニミニミクロ幼稚園                                                                           | 2001年 | 07月06日 | 10月05日 | 金  | 14     |        |            | 『金田朋子のミニミニミクロ電子幼稚園』として復活。 |  |
| 9代目  | 野中藍のどっとあいあい                                                                                   | 2001年 | 10月12日 | 12月00日 | 金? | 12?    |        |            | AMで放送。 |  |
| 10代目 | 植田佳奈の嗚呼!四谷ジェンヌ                                                                              | 2002年 | 01月04日 | 06月28日 | 金  | 26     |        |            | AMで前半3ヶ月のみ放送。 |  |
| 11代目 | 松岡由貴のいたちごっこ。。。                                                                             | 2002年 | 07月05日 | 09月27日 | 金  | 13     |        |            | |  |
| 12代目 | 下屋則子のあったかデリバリー                                                                             | 2002年 | 10月04日 | 12月27日 | 金  | 13     |        |            | |  |
| 13代目 | 釘宮理恵のおやじステーション                                                                             | 2003年 | 01月07日 | 03月25日 | 火  | 12     |        |            | |  |
| 14代目 | 川瀬晶子のふこふこねっと!                                                                                | 2003年 | 04月04日 | 06月27日 | 金  | 13     |        |            | |  |
| 15代目 | 能登麻美子のサマーアクアリウム                                                                           | 2003年 | 07月04日 | 09月26日 | 金  | 13     |        |            | |  |
| 16代目 | 白石涼子のしろくろ★こげちゃ。                                                                            | 2003年 | 10月03日 | 12月26日 | 金  | 13     |        |            | |  |
| 17代目 | 石原絵理子のドキドキマジック♪                                                                            | 2004年 | 01月02日 | 03月26日 | 金  | 13     |        |            | |  |
| 18代目 | こやまきみことStrawberry Time                                                                            | 2004年 | 04月02日 | 06月25日 | 金  | 13     |        |            | |  |
| 19代目 | 伊月ゆいのデジタロイド化計画                                                                             | 2004年 | 07月02日 | 09月24日 | 金  | 13     | 消滅   |            | |  |
| 20代目 | 佐藤利奈のキャッスルハッスル!                                                                            | 2004年 | 10月01日 | 12月24日 | 金  | 13     | 消滅   |            | |  |
| 21代目 | 松本彩乃のゆうげん♡ZICCO                                                                                 | 2005年 | 01月06日 | 03月31日 | 木  | 13     | 消滅   |            | テキストでは「♡」が「（ハート）」になる。 |  |
| 22代目 | 仲井絵里香の大丈夫!この世はHAPPYでできている!                                                            | 2005年 | 04月08日 | 07月01日 | 金  | 13     | 消滅   |            | |  |
| 23代目 | 鹿野優以の人生仁王立ち!                                                                                  | 2005年 | 07月08日 | 09月30日 | 金  | 13     | 消滅   | ?          | |  |
| 24代目 | 志村由美のお熱いのがお好き!                                                                              | 2005年 | 10月07日 | 12月30日 | 金  | 13     | 消滅   | ?          | |  |
| 25代目 | 平野綾のふわぁっとエレガント★High School                                                                 | 2006年 | 01月06日 | 03月31日 | 金  | 13     | 消滅   | ?          | |  |
| 26代目 | 水沢史絵のおもズバッ!                                                                                    | 2006年 | 04月07日 | 06月30日 | 金  | 13     | 消滅   | ?          | |  |
| 27代目 | 明坂聡美のほのぼのsmile☆                                                                                 | 2006年 | 07月07日 | 09月29日 | 金  | 13     | 消滅   | ?          | |  |
| 28代目 | 山口繭のコトノハのススメ                                                                                 | 2006年 | 10月06日 | 12月29日 | 金  | 13     | 消滅   | ?          | |  |
| 29代目 | 喜多村英梨の第参新東京文芸部                                                                             | 2007年 | 01月01日 | 03月26日 | 月  | 13     | 消滅   | 奈良       | |  |
| 30代目 | 藤田咲の咲っと!開花宣言!＼（＾・ω・＾）／                                                                | 2007年 | 04月02日 | 06月25日 | 月  | 13     | 消滅   | ?          | テキストでは「咲（さく）」と読みが付く。。 |  |
| 31代目 | 藤村歩の夏色Walker                                                                                       | 2007年 | 07月06日 | 09月28日 | 金  | 13     | 消滅   | ?          | 9月から超!A&G+で放送開始。 |  |
| 32代目 | 辻あゆみの☆ぼ〜けんの書                                                                                  | 2007年 | 10月05日 | 12月28日 | 金  | 13     | 消滅   | ?          | |  |
| 33代目 | 豊崎愛生の冬のあきまつり                                                                                 | 2008年 | 01月04日 | 03月28日 | 金  | 13     | 消滅   | 内田       | |  |
| 34代目 | 阿澄佳奈のあすみのやすみは部屋のすみ                                                                     | 2008年 | 04月04日 | 06月27日 | 金  | 13     | 消滅   | 奈良       | 超!アニメロで配信開始。 |  |
| 35代目 | 加藤英美里のナンカとマキアート                                                                           | 2008年 | 07月04日 | 09月26日 | 金  | 13     | 消滅   | ?          | |  |
| 36代目 | 早見沙織のぽじてぃ部〜Sweetsな放課後                                                                     | 2008年 | 10月03日 | 12月26日 | 金  | 13     | 消滅   | 奈良       | |  |
| 37代目 | 水原薫のくしカツワイド                                                                                   | 2009年 | 01月05日 | 04月03日 | 金  | 14     | 消滅   | ?          | 初回のみ月曜更新。超!アニメロで配信終了。 |  |
| 38代目 | MAKOのモコモコロココ〜                                                                                   | 2009年 | 04月10日 | 07月03日 | 金  | 13     | 消滅   | ?          | |  |
| 39代目 | 大亀あすかのかめカム♪                                                                                    | 2009年 | 07月10日 | 10月02日 | 金  | 13     | ○      | 井口洋介   | |  |
| 40代目 | 佐藤聡美のしゅがぁぽっと。                                                                               | 2009年 | 10月09日 | 01月01日 | 金  | 13     | ○      | 井口洋介   | |  |
| 41代目 | 田村睦心のブエノス!でィあす                                                                              | 2010年 | 01月08日 | 04月02日 | 金  | 13     | ○      | 井口洋介   | |  |
| 42代目 | 祝!寿美菜子のほちゃほちゃ!!                                                                              | 2010年 | 04月09日 | 07月02日 | 金  | 13     | ○      | 井口洋介   | |  |
| 43代目 | 内田彩の彩色*パレット                                                                                    | 2010年 | 07月09日 | 10月01日 | 金  | 13     | ○      | 井口洋介   | |  |
| 44代目 | 小見川千明の内緒のお茶会                                                                                 | 2010年 | 10月05日 | 12月28日 | 火  | 13     | ○      | 井口洋介   | |  |
| 45代目 | 佐倉綾音のかけだし、さくら前線。                                                                         | 2011年 | 01月04日 | 04月05日 | 火  | 13     | ○      | 井口洋介   | 震災による影響で3月15日配信は延期。 |  |
| 46代目 | 瀬戸麻沙美のふくつうの精神                                                                               | 2011年 | 04月05日 | 06月28日 | 火  | 13     | ○      | 井口洋介   | |  |
| 47代目 | 日高里菜の♪やればデキル子?なんですっ!!                                                                   | 2011年 | 07月05日 | 09月27日 | 火  | 13     | ○      | 井口洋介   | |  |
| 48代目 | 荒川美穂のちぃちゃなできごと                                                                             | 2011年 | 10月04日 | 12月27日 | 火  | 13     | ○      | 井口洋介   | |  |
| 49代目 | 石原夏織のどいたまですっ★                                                                                | 2012年 | 01月03日 | 3月27日  | 火  | 13     | ○      | 井口洋介   | |  |
| 50代目 | 東山奈央のなおのこと! 奈央のこと♪                                                                        | 2012年 | 04月03日 | 06月26日 | 火  | 13     | ○      | 井口洋介   | 7月5日放送分(超!A&G+)は動画放送 |  |
| 51代目 | 真礼と...ともだちになりたいひと〜っ!?                                                                    | 2012年 | 07月03日 | 09月25日 | 火  | 13     | ○      | 井口洋介   | 内田真礼。 |  |
| 52代目 | 西口杏里沙とはんなりいきましょか。                                                                       | 2012年 | 10月02日 | 12月25日 | 火  | 13     | ○      | 太田尾和也 | |  |
| 53代目 | 駒形友梨のまったりツアー♪                                                                                | 2013年 | 01月01日 | 03月26日 | 火  | 13     | ○      | 太田尾和也 | |  |
| 54代目 | 青木瑠璃子のあ〜瑠璃色の人生!                                                                            | 2013年 | 04月05日 | 06月28日 | 金  | 13     | ○      | 太田尾和也 | |  |
| 55代目 | 田中あいみのよ〜い、ドン!                                                                                | 2013年 | 07月05日 | 09月27日 | 金  | 13     | ○      | 太田尾和也 | |  |
| 56代目 | 加隈亜衣のかくまあい                                                                                     | 2013年 | 10月04日 | 12月27日 | 金  | 13     | ○      | 太田尾和也 | |  |
| 57代目 | 田辺留依 〇〇かしこまりました。                                                                          | 2014年 | 01月03日 | 03月28日 | 金  | 13     | ○      | 太田尾和也 | |  |
| 58代目 | 雨宮天の群青ガラパゴス                                                                                   | 2014年 | 04月04日 | 06月27日 | 金  | 13     | ○      | 坂本尚文   | |  |
| 59代目 | 田澤茉純のご飯大盛＋50円                                                                                 | 2014年 | 07月04日 | 09月26日 | 金  | 13     | ○      | 坂本尚文   | |  |
| 60代目 | 大西沙織のあなたの血が気になります!!                                                                     | 2014年 | 10月03日 | 12月26日 | 金  | 13     | ○      | 坂本尚文   | |  |
| 61代目 | 山崎はるかのぴょん吉がかわいらしい王道女性声優を目指せといわれたのだが自分の中のヲタク気質が邪魔をする。 | 2015年 | 01月02日 | 03月27日 | 金  | 13     | ○      | 坂本尚文   | 最終回公開録音 |  |
| 62代目 | 花守ゆみりのいろんなゆみりをみてゆみり(*´▽｀ *)                                                          | 2015年 | 04月03日 | 06月26日 | 金  | 13     | ○      | 坂本尚文   | |  |
| 63代目 | 白石晴香のまっしろキャンバス☆                                                                            | 2015年 | 07月03日 | 09月25日 | 金  | 13     | ○      | 坂本尚文   | |  |
| 64代目 | 麻倉もものもちょやまばなし                                                                               | 2015年 | 10月02日 | 12月25日 | 金  | 13     | ○      | 坂本尚文   | 最終回ゲスト：ゲッターズ飯田 |  |
| 65代目 | 本渡楓のめいっぷるんっ!                                                                                  | 2016年 | 01月01日 | 03月25日 | 金  | 13     | ○      |            | 最終回公開録音 |  |
| 66代目 | 伊波杏樹のハチャメチャめちゃめちゃいいですか!?                                                           | 2016年 | 04月01日 | 06月24日 | 金  | 13     | ○      |            | |  |
| 67代目 | きりんとレモンとひまわりと高田憂希                                                                       | 2016年 | 07月01日 | 09月23日 | 金  | 13     | ○      |            | |  |
| 68代目 | 夏川椎菜のナンスの角に小指ぶつけて痛い                                                                   | 2016年 | 09月30日 | 12月23日 | 金  | 13     | ○      |            | |  |
| 69代目 | 藤田茜のねむたいならねむっちゃお?                                                                        | 2017年 | 01月06日 | 03月31日 | 金  | 13     | ○      |            | |  |
| 70代目 | 七瀬彩夏のなないろポケット☆                                                                              | 2017年 | 04月07日 | 06月30日 | 金  | 13     | ○      |            | |  |
| 71代目 | 小原好美のココからはじめまして                                                                           | 2017年 | 07月07日 | 09月29日 | 金  | 13     | ○      |            | |  |
| 72代目 | 石見舞菜香のまなかのナカマ                                                                               | 2017年 | 10月06日 | 12月29日 | 金  | 13     | 〇     |            | |  |
| 73代目 | 武田羅梨沙多胡のラリレター                                                                               | 2018年 | 01月05日 | 03月30日 | 金  | 13     | ○      |            | 最終回ゲスト：篠原侑、嶺内ともみ（反省会部分のみ。） |  |
| 74代目 | 藤原夏海のどったんばったんラジオ!!                                                                       | 2018年 | 04月06日 | 06月29日 | 金  | 13     | ○      |            | |  |
| 75代目 | 岡咲美保の花咲け!美保ちゃん♪                                                                             | 2018年 | 07月06日 | 09月28日 | 金  | 13     | ○      |            | 岡咲が担当することは2018年6月16日放送のA&G TRIBAL RADIO エジソン内で発表され、そのまま同番組にゲスト出演。 「エジソン」出演者（パーソナリティとこの日のゲスト）で番組名を考えることになり、麻倉ももの案が採用された。 |  |
| 76代目 | 市ノ瀬加那のいちから!いっせーの!!                                                                        | 2018年 | 10月05日 | 12月28日 | 金  | 13     | ○      |            | |  |
| 77代目 | 鈴代紗弓のスズならす?                                                                                    | 2019年 | 01月04日 | 03月29日 | 金  | 13     | ○      |            | |  |
| 78代目 | 島袋美由利みょうりにつきます。                                                                           | 2019年 | 04月05日 | 06月28日 | 金  | 13     | ○      |            | |  |
| 79代目 | 河野ひよりのひよりびより☀                                                                                | 2019年 | 07月05日 | 09月27日 | 金  | 13     | ○      |            | |  |
| 80代目 | 村井美里のとこトン!みーくんRadi♡                                                                         | 2019年 | 10月04日 | 12月27日 | 金  | 13     | ○      |            | |  |
| 81代目 | 天野聡美のおひとりさまご来店〜                                                                           | 2020年 | 01月03日 | 03月27日 | 金  | 13     | ○      |            | |  |
| 82代目 | 川井田夏海の盛りこぎ!!                                                                                   | 2020年 | 04月03日 | 07月17日 | 金  | 13     | ○      |            | COVID-19感染拡大防止のため、緊急事態宣言発令に伴い2020年4月17日以降一時放送を中止。 隔週更新にて再開し、6月の宣言解除により通常放送へ。7月24日から9月25日まで再放送。                                                 |  |
| 83代目 | 久保田梨沙の一人はつらいよ                                                                               | 2020年 | 10月02日 | 12月25日 | 金  | 13     |        |            | |  |
| 84代目 | 菅野真衣のまいにちスマイル♡                                                                              | 2021年 | 01月01日 | 04月23日 | 金  | 13     |        |            | COVID-19感染拡大防止のため、緊急事態宣言発令に伴い2021年1月15日から 同年2月26日まで隔週更新に変更。 |  |
| 85代目 | 橘美來のちょっと立ち話しませんか???                                                                      | 2021年 | 04月30日 | 07月23日 | 金  | 13     |        |            | |  |
| 86代目 | 佳原萌枝といっしょ。                                                                                     | 2021年 | 07月30日 | 10月22日 | 金  | 13     |        |            | |  |
| 87代目 | 伊達さゆりの伊達ちゃんは伊達じゃない!!!                                                                  | 2021年 | 10月29日 | 01月22日 | 金  | 13     |        |            | 終了後の2022年4月より、「伊達さゆりの 伊達にラジオやってません!!!」に改題してレギュラー化。 |  |
| 88代目 | 若山詩音のアーティスティックに語らせて                                                                   | 2022年 | 01月28日 | 04月22日 | 金  | 13     |        |            | |  |
| 89代目 | 希水しおのしお対応なんていたしませんっ!                                                                  | 2022年 | 04月29日 | 07月22日 | 金  | 13     |        |            | 本番組の放送終了後も次期パーソナリティが発表されず、超!A&G+の配信枠は 「前田佳織里の進め!前田号」のリピート配信枠に変更された                                                                                         |  |
| 90代目 | 水野朔の初期値ゼロからのスタートです!                                                                    | 2022年 | 09月30日 | 12月23日 | 金  | 13     |        |            | 9月22日に番組公式Twitterより、10月から再スタートするとの発表が行われた。 |  |
| 91代目 | 菊池紗矢香のおしゃべりきくひとこの指とまれ!                                                              | 2022年 | 12月30日 | 03月31日 | 金  | 14     |        |            | |  |
| 92代目 | 鈴原希実の週末なんしちょっと？                                                                           | 2023年 | 04月07日 | 06月30日 | 金  | 12     |        |            | 鈴原の体調不良により収録中止が生じたため、5月26日は5月19日分の再放送となった。 最終回は映像付き配信。 終了翌月の7月より、「鈴原希実の明日はなんしちょっと?」に改題してレギュラー化。                                  |  |
| 93代目 | 咲々木瞳のゆるくいきたいラジオ                                                                           | 2023年 | 07月15日 | 10月07日 | 土  | 13     |        |            | |  |
| 94代目 | 春日さくらの脱！ポンコツ日記                                                                             | 2023年 | 10月14日 | 01月06日 | 土  | 13     |        |            | |  |
| 95代目 | 佐々木琴子のことこのこと                                                                                 | 2024年 | 01月13日 | 04月06日 | 土  | 13     |        |            | |  |
| 96代目 | 結川あさきは夜に眠りたい                                                                                 | 2024年 | 04月13日 | 07月06日 | 土  | 13     |        |            | |  |
| 97代目 | 小鹿なおの小鹿のおじかん！                                                                               | 2024年 | 07月13日 | 10月05日 | 土  | 13     |        |            | |  |
| 98代目 | 結那の起承転"結"…致しません！！                                                                          | 2024年 | 10月12日 | 01月04日 | 土  | 13     |        |            | |  |
| 99代目 | 藤寺美徳のふじみのハートをみのらせたい！                                                                 | 2025年 | 01月11日 | 03月29日 | 土  | 12     |        |            | |  |

## 内容

### 共通の内容
パーソナリティの1人しゃべり。ただし企画によっては稀に、スタッフの声が入ることがある。
2・3のコーナーがあり、ふつおたと各コーナーへのメールを募集する。
初期の回で番組挨拶とラジオネームの別名を募集することがある。ただし、募集せずに決めることや、特に決めないこともある。
初期には動画コーナーが同時配信されていたこともあった（8代目金田朋子 2001年8月頃から、10代目植田佳奈 2002年4月頃から）

### 反省会
AG-ON Premium版（2017年4月以前はAG-ON版）でのみ、番組終了後（コンテンツとしては同一）に配信されている数分（不定）のコーナー。超!A&G+や地上波では放送されていない。
もとは、2005年9月（23代目鹿野優以）から2013年3月（54代目青木瑠璃子）まで、文化放送のポッドキャストサイト Podcast QR で、別番組として配信されていた。本編がBBQRからAG-ONに移行した2013年4月（55代目田中あいみ）から、現在の形式になった。
タイトルコールは基本的に「○○○○○○○○ 反省会」（「○○○○○○○○」は、本編のタイトル『ラジオどっとあい ○○○○○○○○』の「○○○○○○○○」部分）だが、パーソナリティ独自のタイトルをつけることもある。Podcast QR での配信ページでのタイトルは、本編配信ページと同じ「インターネットラジオどっとあい」または「「○○○○○○○○」反省会」だった。
『ラジオどっとあい』本編のパーソナリティと文化放送スタッフの2人で、「反省会」の名のとおり、その日の本編の内容を振り返る。相手のスタッフは、（遅くとも2007年1月から）2009年6月まではディレクターの奈良。ただし、同時期のスタッフである内田浩之のこともある。奈良の異動に伴い、2009年7月から2012年9月までは井口洋介。2012年10月からは井口洋介の営業部への異動に伴い太田尾和也が担当。2014年3月で太田尾が『ラジオどっとあい』の担当から外れた。

### 各番組の内容
※コーナー名は番組ブログによる。

#### 野中藍のどっとあいあい
新妻あいちゃん新婚気まぐれ日記
野中藍本人作成のプチメールマガジン。

野中藍のどっとあいあい〜コミケ編
本編終了後の2002年1月にBBQRで配信された特別編。野中藍による2001年冬コミレポート。

#### 松岡由貴のいたちごっこ。。。
オープニングショートホラーショー

世間話のコーナー
リスナーからいたちメール（ふつおた）を募集するコーナー。

ごっこのコーナー

#### 能登麻美子のサマーアクアリウム
集合!サプリメント部
能登麻美子が体験したことのない物や事を試すコーナー。

ファイト!アナログアンテナ
リスナーから豆知識などを募集するコーナー。

#### 伊月ゆいのデジタロイド化計画
デジタルバトロイド
伊月ゆいとリスナーが、デジタル製品について語る。リスナーにはその深さに応じたポイントが、KB・MB・GBを単位として与えられる。

探偵ポエム
テーマに沿って募集したポエムを読む。

#### 佐藤利奈のキャッスルハッスル!
脱!メガネ宣言!
眼鏡キャラ役が多い佐藤利奈が、それ以外の役も演じられるように、リスナーから演じてほしいキャラクターを募集し、佐藤がそれに挑戦するコーナー。

目指せ!黄レンジャー
カレーの苦手な佐藤がカレーを食べられるようになるように、対策をリスナーから募集したり実際に食べてみたりするコーナー。

#### 松本彩乃のゆうげん♡ZICCO
挨拶は「パオパオ〜!!」、ラジオネームは「ZICCOネーム」。

#### 仲井絵里香の大丈夫!この世はHAPPYでできている!
挨拶は「このはでは〜!」、ラジオネームは「HAPPYネーム」。
エリカップ争奪!ドジっ子選手権
ドジエピソードを募集。仲井絵里香と共に「エリカップ」を目指して対決する。

春よ恋（来い）!恋愛教科書制作委員会
恋愛話を募集し、「恋愛教科書」を作る。

#### 鹿野優以の人生仁王立ち!
挨拶は「におッス!!」、ラジオネームは「人生ネーム」。
決定〜!!世界三大ホニャララ〜!!
あなたにとっての三大ホニャララ〜を募集。

女の子っぽくなるわよ!うふっ。Pretty Woman〜。!
男っぽい鹿野を可憐な女性にする方法を募集したコーナー。

#### 志村由美のお熱いのがお好き!
挨拶は「あっちゅ〜」、ラジオネームは「アツスキネーム」。
大きく、大きく、な〜れっ!
志村由美が、身長的にも人間的にも大きくなるために、リスナーから「自分はどうやって大きくなったか?」などの情報を募集するコーナー。

WELCOME TO 志 村 万 博!
志村が自分の好きなものに関して語るコーナー。

#### 喜多村英梨の第参新東京文芸部
略称「参芸」。『新世紀エヴァンゲリオン』を「オマージュ」している。
先生! 田中くんは参芸部員です
「参芸部員」っぽい言動を募集し、喜多村英梨が気に入れば参芸に「認定」する。

参芸補完計画R
「参芸オリジナルドラマCD-R」を作るため、アイデアを募集する。CDではなくCD-Rなのは、番組予算がないため。

モノマネ（コーナー名不詳）
リスナーのリクエストに応じモノマネをする。正規のコーナーではなくふつおた内で行われる。

喜多村英梨の参芸セカンドインパクト
通常の「反省会」にあたる。

#### 藤村歩の夏色Walker
噂Walker
噂を募集する。

JFT Japan Fujimura Travelers
海外情報を募集して旅行記分になる。

歩の怪談ナイト
怪談マスターを目指し、普通の話を怖く語る。

#### 豊崎愛生の冬のあきまつり
番組最後の挨拶は「ほなねー」（阿波弁より）。
みんなで絵本
豊崎愛生が描いたイラスト（ブログで公開）とストーリーを毎週発表し、物語を作る。ストーリーにはリスナーから募集した3つのキーワード（1週前に発表）を織り込む。

言えなかった一言 言ってしまった一言
「言えなかった一言」（偶数回発表）・「言ってしまった一言」（奇数回発表）のエピソードを募集。
豊崎 春夏秋冬（はるなつあきふゆ）
豊崎愛生についてのイメージを募集。

聞けば聞くほどお徳島TV（ティーヴィー）
自称「徳島親善大使」の豊崎が、出身地徳島の情報を伝えたり、質問に答えたりする。

ひとこと健康アドバイス
番組の最後に、健康のための短いアドバイスをする。先行番組「ぷちどっとあい」から継続した企画。

ぷちどっとあい 豊崎愛生の冬のあきまつり
先行番組。#ぷちどっとあい参照。

#### 阿澄佳奈のあすみのやすみは部屋のすみ
アスミス!最初の一歩!
無趣味の阿澄佳奈がいろんなことにチャレンジして、趣味を見つけようというコーナー。最終回で、阿澄佳奈の趣味は「井口裕香」に決定した。

韻ドアそび
インドア（室内）にかけて、“韻を踏む言葉”を募集し、阿澄佳奈が読む。後半の回では、韻を踏んでいない駄洒落や、駄洒落ですらない言葉も多数紹介された。メールが最も多い一番人気のコーナーで、第6回（2008年5月9日）は「韻ドアそびスペシャル」となった。

アスミス!I’m sorry
第9回（2008年5月30日）から始まったコーナー。リスナーが「なんかすいません」と思ったことを、阿澄佳奈が代わりに謝った。

#### 加藤英美里のナンカとマキアート
朝の連続リレー小説
加藤英美里とリスナーがリレー小説をつくるコーナー。

夢占い診断
リスナーから夢を募集し、その夢が何を暗示しているかを診断するコーナー。

料理のいろは
自称料理の苦手な加藤英美里が、リスナーに料理のいろはを教わるコーナー。

#### 早見沙織のぽじてぃ部〜Sweetsな放課後
挨拶は「ぽじてぃ〜」、ラジオネームは「Sweetsネーム」と第2回で決定。
目指せ沖縄 修学旅行の心得
沖縄への修学旅行を12月に控えた早見沙織へのアドバイスを募集。

放課後世代ギャップ調査
テーマ（例: 第1回募集「女性アイドルグループ」）に対する答えを、リスナーの年齢ごとに分けて募集する。年齢は、10代（1桁含む）・20代・30代・40代以上の4種類に分けて発表される（当初は3段階の予定だったが、予想外に年配者が多く、40代以上が追加された）。

ぽじてぃ部 元気の出る辞書
「これはポジティブだ」と思う言葉を、あ行から順に募集する。

#### 大亀あすかのかめカム♪
かめカムカンケン!
大亀あすかが漢字の読みのテストを受ける。

国獲り合戦
地方について勉強し、テストを受ける。

かめカム自由研究!
チャレンジ企画を募集する。

アドリブアタック
無茶振りを募集する。

#### 佐藤聡美のしゅがぁぽっと。
しゅがぁのやまとなでしこ計画
佐藤聡美（しゅがぁ）が大人の女性を目指して、日本文化に関する勉強やチャレンジをする。毎回、佐藤作の5・7・5で終わる。

しゅがぁシアター
お題（キャラクター）を決めて、リスナーから募集した台詞を言う。お題は「応援団長」「看護師」「お嫁さん」「警察官」「妹・弟」「先生」「マネージャー」「お嬢様」「OL」「ヤンデレ」「不良少女」「アイドル」「双子」。

スポーツ企画〜アルパカへの道〜
スタジオ内でスポーツに挑戦する。

甘い台詞
番組のラストに、「甘い台詞」を言う。

#### 田村睦心のブエノス!でィあす
週刊!アコガレWOMAN
田村睦心の憧れの女性をピックアップし、勉強やチャレンジをする。
まぜラボ!
食品を混ぜると別の味になるというメールを募集し、そのとおりになるか試す。
いい旅夢気分☆
バーチャルで世界中を旅する。リスナーからはその地のエピソードなどを募集。

#### 祝!寿美菜子のほちゃほちゃ!!
挨拶は「ほちゃほちゃ」。
「今週のほちゃほちゃ」
リスナーにとっての「ほちゃほちゃ」を募集し、番組オープニングで読み上げる。

寿からの祝!題
言葉だけで「あるもの」を紹介し、回答を募集する。加えてブログでは、寿が描いた絵が公開される。次回に正解と正答率を発表。絵をあえて曲解した珍回答も多かった。

1人暮らしに必要な13のこと。
1人暮らしのための豆知識を、毎回テーマを決めて募集。

#### 内田彩の彩色*パレット
突撃!隣の珍ごはん
内田彩が、変わった食べ物を食べてみる。通常は、リスナーから募集した「リスナーが苦手な食べ物」や「内田が苦手そうな食べ物」だが、第3回配信日の7月23日は内田の誕生日だったため、テーマはバースデーケーキだった。

ポジティブUCHIDAの人生相談
リスナーの人生相談メールに対し、ポジティブな解決を示す。

#### 小見川千明の内緒のお茶会
爆走!ものがたリレー
毎週、リスナーから物語の続きを募集し、13週で素晴らしいストーリーをリレー形式で作りあげようとするコーナー。採用された物語や、採用されなくても気になった物語は小見川千明が朗読する。

麗しのオミガワ
小見川千明がリスナーの無茶振りに何でも応えていくコーナー。

#### 佐倉綾音のかけだし、さくら前線。
かけだし常識スクール
佐倉綾音が「普通の人」を目指して常識を学ぶコーナー。

さくライブラリー
毎週佐倉綾音のおすすめの本を紹介するコーナー。毎回書店風のPOPを作り、番組ブログで公開した。紹介作は、牛木義隆『夢喰いメリー』・羽海野チカ『3月のライオン』・青桐ナツ『flat』・向田邦子『父の詫び状』・HERO『7と嘘吐きオンライン』・谷川史子『清々と』・重松清『きみの友だち』・中村明日美子『鉄道少女漫画』・水谷フーカ『GAME OVER』・ろくこ『リトル・リトル』・雑誌『コミック百合姫』・緑川ゆき『蛍火の杜へ』の12作（第4回は休止）。

#### 瀬戸麻沙美のふくつうの精神
スピリッツ・チャレンジ
瀬戸麻沙美が提示されるチャレンジ企画に不屈の精神で立ち向かうコーナー。

なんかん1分ナレーション
瀬戸麻沙美がどんなものでもナレーションの力で感動的に表現するコーナー。
お題は「日本刀」「埼玉」「桜」「仮面ライダーオーズ/OOO」「部活」「温泉」「瀬戸麻沙美」「シグマ・セブン」「瀬戸麻沙美の1日」「スタジオ」「トマト」「日光江戸村」。

#### 日高里菜の♪やればデキル子?なんですっ!!
挨拶「りなりなボンバー」が第1回で決定した。

私、意外と○○なんです!
日高里菜が実は「デキル子」であることをアピールするためのチャレンジコーナー。

デキル子コロシアム
リスナーからのメールと勝負する（例: 第1回募集は早口言葉）。

#### 荒川美穂のちぃちゃなできごと
パーソナリティとらのあな
荒川美穂がパーソナリティとしてレベルアップするべく、さまざまな試練を乗り越えていくコーナー。

リスナースコール
悩みをかかえるリスナーに、看護師である荒川美穂が癒しを与えるコーナー。

#### 石原夏織のどいたまですっ★
おつキャラです!
石原夏織がリスナーから募集したセリフを言うコーナー。

料トレ
料理が苦手な石原夏織の料理トレーニングコーナー。

#### 東山奈央のなおのこと!奈央のこと♪
思い出アーカイブス
番組で出されたテーマに関する素敵な思い出を送ってもらうコーナー。

おとなキャンバス
20歳になった東山が大人の嗜みをクイズ形式で学ぶコーナー。

#### 真礼と...ともだちになりたいひと〜っ!?
お悩み解決！マーヤ参上!!
ヒーロー好きな内田真礼が、これまで培ってきたそのヒロイズムでばっさばっさと悩みをブッタ斬るコーナー。

アウトドア・リサーチ
友達ができたときに外で遊べるように、夏のアウトドア情報を勉強するコーナー。

ホビーちゃっと
1つのテーマについてメールを募集し、内田真礼とメールで会話するコーナー。

#### 西口杏里沙とはんなりいきましょか。
NO MORE!まっちゃ委員会!
西口杏里沙に負けないくらい自分は〇〇が大好きだ〜というリスナーのクセや趣味を募集するコーナー。

はんなり言ってみよ〜!!
京都出身の西口杏里沙がリスナーから募集したセリフを京都弁で言うコーナー。

#### 駒形友梨のまったりツアー♪
都道府県、目撃情報!
リスナーから各都道府県のおすすめ情報を募集するコーナー。

英語でGO!GO!
駒形友梨がグローバルな社会を生き抜くために英語を勉強していくコーナー。

#### 青木瑠璃子の あ〜瑠璃色の人生!
サバゲー入門
サバイバルゲームデビューをしたい青木瑠璃子が、リスナーからサバゲーをはじめる前に知っておきたい事を募集するコーナー。

敏感リサーチ!
流行に疎いかもしれない青木瑠璃子がリスナーから流行っているものを教えてもらい、流行に敏感になるコーナー。

4行日記
青木瑠璃子が学生時代、四行でつけていた中二感満載の日記を紹介するコーナー。

#### 田中あいみの よ〜い、ドン!
超!A&G+はAG-ONより2週遅れの2013年7月20日深夜スタートまでずれ込み第13回（2013年10月12日深夜予定分）は

AM地方局でのラジオどっとあいネット復活との兼ね合いで未放送となり、AG-ONのみで最終回を迎えた。
あるある研究室
リスナーから夏あるあるを募集するコーナー。

#### 加隈亜衣のかくまあい
ちいちゃなお悩み相談室
リスナーが抱えるちいちゃな悩みに加隈亜衣が応えていくコーナー。

#### 田辺留依 〇〇かしこまりました。
教えてリスナー先生
出された疑問に対して、リスナーから答えを送ってもらうコーナー。

えへへリサーチ
田辺留依が「えへへへ」って笑ってしまうこと、ものを見つけていこうというコーナー。

#### 雨宮天の群青ガラパゴス
みんなのこだわり! 観察者"雨宮天"
出されたテーマに対してリスナーからメールを募集し、こだわりを見つけるコーナー。

ハヤシライスにマーガリン
リスナーから幸せな組み合わせや"ちょいたし"のこだわりを教えてもらうコーナー。

とんちんかんがえる
雨宮天が大喜利に応えていくコーナー。

#### 田澤茉純のご飯大盛+50円
炭水化物をください
田澤茉純がおススメする炭水化物摂取方法を紹介したり、リスナーがおすすめする炭水化物摂取方法を教えてもらうコーナー。

熱血!! お悩み相談室
リスナーの悩みに、体育会系にいそうな先輩のごとく熱く答えるコーナー。

#### 大西沙織のあなたの血が気になります!!
どっとあい的!血液型の説明書
血液型が気になって仕方がない大西沙織が、リスナーから送られた血液型に纏わるエピソードを紹介するコーナー。

いろんなことが気になります!
「勉強になった、役立った！」と思えるような雑学・小ネタをリスナーから教えてもらうコーナー。

#### 山崎はるかのぴょん吉がかわいらしい王道女性声優を目指せといわれたのだが自分の中のヲタク気質が邪魔をする。
番組略称は「ぴょんラジ」。
ぴょん吉でも応援したい!
リスナーの小さなお悩みや迷っていることなどを聞き、一言メッセージを贈るという応援コーナー。

みんなぴょん吉と話し合わなきゃいけないんだからね
出されたテーマに対して、リスナーと共に熱く語ってもらおうというコーナー。

これは興味ありますか?
興味惹かれる物事がなかなか見つからない山崎はるかにリスナーからプレゼンをしてもらおうというコーナー。

こんなセリフぴょん吉がいうはずがないっ
リスナーから色んな可愛いセリフとシチュエーションを送ってもらい山崎はるかが恥ずかしがらず、そして可愛く演じるコーナー。

#### 花守ゆみりのいろんなゆみりをみてゆみり(*´▽｀　*)
ゆみりの花嫁修業中!
来るべき日のため"理想のお嫁さん"に必要な条件をリスナーから募集して、今後の糧にしていこうというコーナー。

責任、とってくださいね?
リスナーから愛あるフリを送ってもらい、花守ゆみりが"当たって砕けろ"の精神で挑む無茶ぶりコーナー。

#### 白石晴香のまっしろキャンバス☆
絵画のお時間
周りの人に絵が独特だ！といわれる白石晴香が、事前にとあるテーマで絵を描き、その絵を番組のブログに掲載。
リスナーからその絵をみて何を描いたと思うか予想して送ってもらうコーナー。

勉強させて頂きます!
リスナーから声優に関する様々な情報を送ってもらうコーナー。

これさえあれば
「これさえあれば」という様々なシチュエーションで必要や"もの"や必ずする"こと"を様々なテーマで募集するコーナー。

王道チャレンジ
ラジオの様々な王道企画に白石晴香が挑戦するコーナー。

人見知りを直したい…
人見知りを克服するために、リスナーから人見知りを解消するための方法や、人と打ち解けるための話題やネタなどを送ってもらうコーナー。

ラブにゃん(最終回のみ)
A&G NEXT GENERATION Lady Go!!火曜日の人気コーナー「ラブこし」から拝借した特別コーナー。
白石晴香が照れてしまいそうなセリフを送ってもらい、それを照れずに読むという企画。

#### 麻倉もものもちょやまばなし
もちょにも出来る!秘書検定!
麻倉ももがデキルオンナを目指して、ビジネスマナーを学ぶコーナー。

おまかせください!
途中で投げ出したり、テキトーに答えることがNGのお悩み相談コーナー。

もちょろいど
リスナーから送られてきた標準語のセリフを博多弁に変換し、読み上げるコーナー。

麺の細道
全国のカップ麺を集め、ただただ試食するコーナー。

#### 本渡楓のめいっぷるんっ!
えーでにおしえて
本渡楓が今知りたいことをリスナーに聞き、教えてもらうコーナー。

エスパーえーで
念力が使えるように特訓するコーナー。

からうまの限界
リスナーから寄せられたオススメの激辛料理やスタッフが発見したものを食べて食レポするコーナー。ただし、辛さで旨みを感じなくなったら即終了。

これから紅葉かえでちゃん
リスナーから募集したシチュエーションと登場人物で、本渡楓が即興でひとりエチュードをするコーナー。

#### 伊波杏樹のハチャメチャめちゃめちゃいいですか!?
コーナー発案所
リスナーから番組でやってほしいコーナー案や、アイディアを募集するコーナー。

ハチャメチャ1・2・3
伊波杏樹が1つのテーマについてベスト3形式で語るコーナー。

#### きりんとレモンとひまわりと高田憂希
大人の女性になりたいの
高田憂希が大人の女性であるということの証明のため、リスナーから送ってもらった大人の女性ならできて当然ということに挑戦していくコーナー。

趣味リサーチ
リスナーから様々な趣味を勧めてもらい、それについて高田憂希が挑戦しレポートするというコーナー。

やる気!元気!○○○!
「やる気」と「元気」だけは誰にも負けないと自負している高田憂希が、それ以外も身に着けるためにリスナーから案を募集するコーナー。

話し始めたらきり（ん）がない!
いわゆる「テーマメール」のコーナー。テーマは高田憂希が決める。

奏でる憂希♪
リスナーから送ってもらった短いフレーズに高田憂希が即興でメロディを付け歌うコーナー。高田憂希が歌ったものはジングルとして番組内で使われる。

#### 夏川椎菜のナンスの角に小指ぶつけて痛い
椎菜夏川のすべらな～い話を教えてもらうコーナー
リスナーから滑らない話を送ってもらうコーナー。

全ての生き物と仲良くなりたい
動物に好かれない夏川椎菜が、動物と仲良くなるためには何をすればよいのか考えて送ってもらう大喜利のコーナー。毎回テーマとなる動物は変わる。

ナンスのエッジ
特徴的なエッジ（＝個性）を見出したい夏川椎菜に対し、どんなキャラ付けをすればよいのかリスナーに提案してもらうコーナー。

#### 藤田茜のねむたいならねむっちゃお?
インドアのススメ
とことんインドア派な藤田が、家の中でより楽しく過ごすためのアドバイスをリスナーから教えてもらうコーナー。

チョコっとおしえて
藤田がチョコっとだけ気になっている「ささいなお悩み」をリスナーに投げかけてその解決法を送ってもらう逆お悩み相談コーナー風のちょっとした"大喜利コーナー"
あねごに聞いてみなっ!
学生時代に周りの人たちから「あねご」と呼ばれていたことがある藤田が、リスナーからのお悩みや質問に、あねさん的立場から時にやさしく、時に厳しく答えていくコーナー。

#### 七瀬彩夏のなないろポケット☆
トレンドポケット☆
トレンドものに興味のある七瀬が、スタッフやリスナーからテーマごとに最新のトレンド情報を教わって勉強していくコーナー。

あやサマーの七色チャレンジ
七瀬が様々なチャレンジをしていくコーナー。

天使の戯言
ヴィジュアル系バンドが好きな七瀬ならではのコーナー。リスナーから「ヴィジュアル系バンドあるあるネタ」を募集する。

#### 小原好美のココからはじめまして
みみをすませば
「音フェチ」な小原による。日常に溢れている様々な音に耳を傾けて堪能していくコーナー。

3番目の真実
番組が設定したお題の質問（好きな〇〇など）に対して、小原が答える質問の3番目の答えが何かをリスナーが予想する。

青春の日々
リスナーから「青春エピソード」を募集し、小原と共有していく。

#### 石見舞菜香のまなかのナカマ
セリフインターンシップ
リスナーから様々な職業従事者が言いそうなセリフやシチュエーションを募集し、それを石見が演じていくコーナー。

埼玉県観光大使への道
埼玉県出身の石見が、埼玉の名産品や場所について1分間でPRしていく。

まなかとナカマ
番組が毎回設定したテーマについてリスナーからメール募集し、石見とリスナーとの共通点を探したり、色々な事を学んでいくコーナー。

#### 武田羅梨沙多胡のラリレター
らりが紡ぐ世界
リスナーから募集したショートストーリーを武田が朗読し、さらにその物語の世界観をイラストにして表現する。

オススメ教えます!
漫画好きな武田が、リスナーのその時の気分やリクエストに合った作品を1分間で紹介・プレゼンしていく。

明日はきっといいことあるさ
リスナーから届いた失敗談を武田が慰め励ましていく。

らりちゃんの常識
武田が一般常識問題・クイズに挑戦する。

#### 藤原夏海のどったんばったんラジオ!!
なりきりトークタイム
藤原が毎回指定された役柄を演じながら、リスナーから募集したトークテーマについて話していく。

プロフィール作成計画
藤原のプロフィールをリスナーと共に作成していく。

まじめになんて答えません!
普段は真面目な藤原だが、このコーナーではあえて適当に悩み相談を答えていく。

なっちゃんはクソガキ
藤原が子供時代の遊びを体験していくコーナー。

#### 岡咲美保の花咲け!美保ちゃん♪
書の極み
書道が特技の岡咲が、毎回のテーマトークを展開した後にそのテーマとなる言葉を書で表していく。

＃トレンド
世間の流行やトレンド情報を勉強していく。

美保ジティブ
リスナーから募集した悩み相談について、ポジティブな思考になれるようにアドバイスしていく。

大人 or 子供
岡咲が気になっているシチュエーションをお題としてリスナーに問いかけ、「大人ならこう答える」「子供ならこう答える」という意見を募集。

#### 市ノ瀬加那のいちから!いっせーの!!
加那のこと、はなしていいかな
市ノ瀬が持つ趣味特技の中から毎回1つ抽出し、深く濃く話していくコーナー。

食べてみようかな
リスナーから「ちょっと変わった食べ物」について募集し、紹介していくコーナー。

みんなのこと、きいてもいいかな
市ノ瀬が聞きたいテーマをリスナーから募集し、じっくり話していく。

やってみようかな
市ノ瀬がラジオの王道な企画に挑戦していく。

#### 鈴代紗弓のスズならす?
さーゆこう!ドライブ初心者
番組が設定した車やドライブについてのテーマをリスナーから募集し、運転初心者の鈴代が勉強していく。

リンリンベルBar
番組が設定した「リンリンベルBarのマスター」に鈴代がなりきり、リスナーの悩み相談をしていく。

こんな資格どうですか?!
リスナーから鈴代にチャレンジしてほしい資格・おすすめの資格の情報を募集。

白湯の間
毎回1つのテーマに関する「おすすめの〇〇」をリスナーから教えてもらうコーナー。

鈴の音開拓
鈴代が今まで演じたことがないような役柄やセリフに挑戦していく。

#### 島袋美由利みょうりにつきます。
一問一答スタディ！
一問一答方式で科目やジャンルを問わず「大人として知っておいた方がいい！」と思う問題と答えをリスナーから募集し、色々と勉強していく。

一緒に頑張ろう！！
おススメのダイエット方法や運動法、食事制限の方法など、ダイエットに関する情報、アドバイスをリスナーから募集し、ダイエットに勤しむコーナー。

記憶の共有しませんか？！！
番組が設定したテーマについての思い出やエピソードなどをリスナーから募集。

#### 河野ひよりのひよりびより☀
エモ診断
毎回1つのお題（「エモい○○」）に合ったエピソードをリスナーから募集し、「エモさ」を共感できるか診断していくコーナー。

No.1になりたいんですっ！
リスナーから『No.1』に関するエピソードや情報を募集し、参考にしていくコーナー。また、面白ギネスチャレンジ記録やマイナースポーツなど、河野が今からチャレンジして『No.1』を目指せそうな企画などの情報も募集。

河野さん、これ知ってますか？？
河野がギリギリ知らなそうな情報や小ネタを募集。

妄想ポエム～wannabe～
設定した一つのテーマにまつわるポエムの導入部分をリスナーから募集。そのポエムの後半部分を河野が妄想しながら考え、完成させていくコーナー。

#### 伊達さゆりの伊達ちゃんは伊達じゃない！！！
伊達師範のポジティブ道場
ちょっとアンハッピーなエピソードをリスナーから募集し、それをポジティブに変換しリスナーを前向きに特訓していくコーナー。「伊達さゆりの伊達にラジオやってません!!!」においても継続された。

七変化！レインボー伊達
番組が用意したテーマを元に伊達が設定を考えて、リスナーからセリフを募集し演じていくコーナー。

推しえて？さゆりん！
伊達に聞いてみたい素朴な疑問をリスナーから募集、さくっと答えるミニコーナー。

## イベント
インターネットラジオどっとあい『中原麻衣の宇宙にいるよ。』公開録音
2001年6月28日、東京都庁第1本庁舎北棟45階スタジオSOLA。
『中原麻衣の宇宙にいるよ。』最終回の公開録音。
日本電子専門学校50周年記念イベント「どっとあい リユニオン」
2001年10月6日、新宿NSビル地下1階中ホール。
出演者: おたっきい佐々木、山本麻里安、渡邉由紀、小林晃子、坂本美里、清水愛、新谷良子、中原麻衣 ほか
10月12日からの9代目パーソナリティ野中藍が、公開オーディションで選ばれた。
「喜多村英梨の第参新東京文芸部」最終回の公開録音
2007年3月25日、東京ビッグサイト東京国際アニメフェア2007文化放送A&Gブース。
『喜多村英梨の第参新東京文芸部』最終回の公開録音。
「ラジオどっとあい　歴代フレッシュパーソナリティ大集合！」
2011年11月12日、「富士急ハイランド」ホールシアター。
出演者: 早見沙織、日高里菜、小見川千明、内田彩。
「ラジオどっとあい　山崎はるかのぴょん吉がかわいらしい王道女性声優を目指せと言われたのだが、自分の中のヲタク気質が邪魔をする。」公開録音
2015年3月23日、文化放送1階サテライトスタジオ。
出演者：山崎はるか
「ラジオどっとあい 本渡楓のめいっぷるんっ!」公開録音
2016年3月20日、文化放送1階サテライトスタジオ。
出演者：本渡楓

## 関連番組

### 反省会 (Podcast版)
Podcast QR で2005年7月から2013年3月まで配信。その後は本編末尾に配信されている。

### ぷちどっとあい
『ラジオどっとあい』の「姉妹番組」。当初は、2005年に「ぷち・どっとあい」として始まり、月替わりのパーソナリティでのレギュラー番組が予定されていた。
小林ゆうのぷち・どっとあい
2005年3月にBBQRで配信された。パーソナリティは小林ゆう（『ラジオどっとあい』に出演なし）。3月14日・3月28日（隔週月曜日）の全2回。
ぷちどっとあい 豊崎愛生の冬のあきまつり
2007年12月に文化放送『アニスパ!』内で放送された。パーソナリティは豊崎愛生で、『豊崎愛生の冬のあきまつり』(2008年1月–3月) の先行番組にあたる（ただし番組中でそのことに言及したのは最終回の最後）。12月8日から12月29日まで（毎週土曜日）の全4回で、1回約8分30秒。
第1回はスタッフからのコメントを紹介、第2回からリスナーからのメールを紹介。第2回では「ひとこと健康アドバイス」も始まり、『豊崎愛生の冬のあきまつり』本編に引き継がれた。
『アニスパ!』では、『ラジオどっとあい』と直接の関係はないが、「豊崎愛生の超ラジ!Girls 夏のあきまつり」(2008年8月) も放送された。

### どっとあいスペシャル
どっとあいスペシャル〜めぇめぇもぉと中原麻衣の宇宙にいるよエイエイオー!
2001年4月1日（日）18:00-19:30にBSQR489（画像付き）で放送された引継ぎ特番。出演者は旧パーソナリティのめぇめぇもぉ（新谷良子・清水愛・坂本美里）と新パーソナリティの中原麻衣。めぇめぇもぉパートと中原麻衣パート各45分の計90分。

### レギュラー番組化
金田朋子のミニミニミクロ電子幼稚園
2002年6月11日、『金田朋子のミニミニミクロ幼稚園』(2001年7月 – 10月5日) が単独の番組として復活した。

### MAN TWO MONTH RADIO
AG-ON Premium、超!A&G+にて配信されている、若手男性声優が2ヵ月ごとに交代してパーソナリティを務めるラジオ番組。